# كيفن تشابيل
كيفن تشابيل (بالإنجليزية: Kevin Chappell)‏ هو لاعب غولف أمريكي، ولد في 8 يوليو 1986 في فريسنو في الولايات المتحدة.

## وصلات خارجية
- الموقع الرسمي
- كيفن تشابيل على موقع رابطة لاعبي الغولف المحترفين (الإنجليزية)
- كيفن تشابيل على موقع التصنيف العالمي الرسمي للغولف (الإنجليزية)